# Воробйов Микола Михайлович
Воробйов Микола Михайлович (нар. 4 січня 1937, снд. Чесноковка (з 1942 р — місто, в 1962 р — перейменований в Новоалтайськ) Алтайського краю, Російська Федерація) — радянський військовий діяч, генерал-майор.

## Життєпис
Він народився 4 січня 1937 у нд. Чесноковка (з 1942 р — місто, в 1962 р — перейменований в Новоалтайськ) Алтайського краю.
Закінчив:
1955 — 10 класів спеціальної середньої школи ВВС в м Ленінабад
1957 — Челябінське військове авіаційне училище зв'язку
1968 — Мічурінський державний педагогічний інститут
1975 — ВПА ім. В. І. Леніна (заочно).
Прибув до Донецька з посади начальника політвідділу Рязанського вищого військового автомобільно-інженерного училища.
З 1986 по 1989 роки — начальник ДВВПУ.
Звільнений у запас в 1989 році, проживає в м. Донецьку.

## Нагороди
- ордени[які?]
- медалі[які?]